# East Point (Südgeorgien)
Der East Point ist eine Landspitze an der Nordküste Südgeorgiens. In der Cumberland West Bay liegt sie zwischen der Allen Bay und dem Jason Harbour.
Kartierung und deskriptive Benennung geht vermutlich auf Wissenschaftler der britischen Discovery Investigations zwischen 1926 und 1929 zurück.